# Пророча пісня
Пророча пісня (англ. Prophet Song) – роман-антиутопія ірландського письменника Пола Лінча. Опублікований видавництвом Oneworld Publication 24 серпня 2023 року.

## Історія створення
Ідея роману зародилася у автора як спроба «зазирнути у сучасний хаос», складовими якого, на той час, були громадянська війна в Сирії, криза біженців та байдуже ставлення до цієї проблеми країн Заходу.

## Сюжет
Події роману відбуваються у сучасному вигаданому світі, коли в Ірландії до влади прийшла Партія національної єдності. Під приводом наведення ладу силовим структурам надані надзвичайні повноваження, які обмежують права та свободи громадян.
У центрі подій – мешканці Дубліна родина Стек. Ларрі Стека, який є профспілковим діячем, затримує Державна Служба Національної Безпеки за організацію та участь у марші протесту та його подальша доля невідома. Його дружина, Айліш, залишається із чотирма дітьми. Вона також доглядає за своїм батьком, людиною похилого віку, який страждає на розлади пам’яті. 
Марк, старший син Стеків, у день свого сімнадцятиріччя отримує повістку про призов до збройних сил. Через незгоду з політикою уряду він ігнорує її та встає до лав повстанців, які ведуть із режимом збройну боротьбу.
Марк оголошується у розшук, його ім’я, поруч із іншими, хто відмовився від призову, публікується в урядовій газеті. 
На Айліш починається тиск: ії звільняють з роботи, продавець місцевого магазину відмовляється продавати їй товар, невідома група молодиків пошкоджує її автомобіль. Айне, її сестра, яка мешкає у Торонто, пропонує їй виїхати з країни, але Айліш після недовгих роздумів відмовляється. Незабаром їй стає відомо, що Айне організувала успішний виїзд з країни їх батька.
Тим часом повстанці наближаються до Дубліна і у будинку Стеків чути звуки вибухів та гул бойових гелікоптерів.
Під час чергового обстрілу Бейлі, середній син, отримує поранення та Айліш відвозить його до лікарні. Але наступного дня вона дізнається, що Бейлі переведений до військової лікарні. При її відвідуванні, Айліш дізнається, що Бейлі немає у списках пацієнтів. В ході пошуків вона знаходить сина у морзі зі слідами жорстоких катувань.  
Після цього Айліш із донькою та молодшим сином виїжджають з Ірландії.

## Сприйняття
Після публікації книга отримала неоднозначні відгуки: від «пророчого шедевру» до «слабої ланки у сильному списку».

## Нагороди
- Букерівська премія 2023[5];
- Дейтонська літературна премія миру, 2024[6].